# Gustav Stierlin

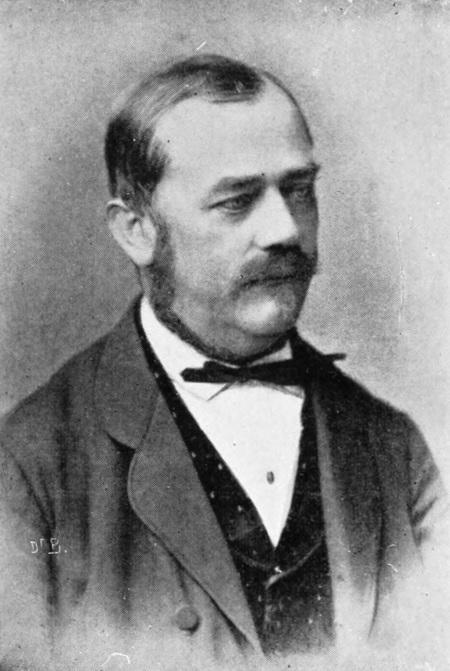
Wilhelm Gustav Stierlin

Wilhelm Gustav Stierlin (* 9. November 1821 in Schaffhausen; † 28. März 1907 ebenda) war ein Schweizer Mediziner und Entomologe.
Stierlin studierte ab 1841 Medizin in Bonn. Als Student trat er dem Bonner Wingolf bei. 1845 wurde er promoviert. Das Staatsexamen legte er in Schaffhausen ab. Im Sonderbundskrieg diente er als Militärarzt. 1850 eröffnete er eine Arztpraxis in Schaffhausen.
Daneben fertigte er Studien, insbesondere im Engadin, Wallis, Tessin und Norditalien und legte eine bedeutende Käfersammlung an.
Stierlin war von 1862 bis 1905 Redakteur der Mitteilungen der Schweizerischen Entomologischen Gesellschaft. Von 1875 bis 1905 war er der erste Präsident der Naturforschenden Gesellschaft, Schaffhausen und von 1878 bis 1898 Leiter des Naturhistorischen Museums in Schaffhausen.

## Veröffentlichungen (Auswahl)
- Revision der europ. Otiorhynchus-Arten. Berlin 1861.
- Käfer der Schweiz, Fauna coleopterorum helvetica. 2 Bde., 1886–1900.